# Caso Myrna Mack Chang vs. Guatemala
El caso Myrna Mack Chang vs. Guatemala fue una sentencia del Corte Interamericana de Derechos Humanos del 25 de noviembre de 2003 sobre la responsabilidad internacional de Guatemala por el asesinato de Myrna Mack Chang por parte de agentes militares, así como la falta de investigación y sanción de todos los responsables. 
Fue asesinada frente a su oficina en la Ciudad de Guatemala, acuchillada 27 veces, por un escuadrón de la muerte de las Fuerzas Armadas de Guatemala supuestamente creados por la Escuela de las Américas. En abril de 2004, después de un juicio dirigido por la Corte Interamericana de Derechos Humanos y gracias a la tenaz actividad de su hermana Helen Mack, el gobierno de Guatemala reconoció públicamente que sus agentes habían cometido el asesinato e implementaron medidas de reparación a su familia.